# Die Liebe in mir
Die Liebe in mir (Reign Over Me) ist ein US-amerikanisches Filmdrama von Mike Binder aus dem Jahr 2007. Die Hauptrollen spielen Adam Sandler und Don Cheadle. Der deutsche Kinostart war am 16. August 2007. Der Film beschreibt die Geschichte zweier ehemaliger Studienfreunde, welche sich nach langer Zeit wiedersehen. Einer von beiden hat seinen Beruf Zahnarzt aufgegeben und lebt nun in seiner ganz eigenen Welt, nachdem seine Frau und die drei Töchter bei den Terroranschlägen am 11. September 2001 ums Leben kamen.

## Handlung
Alan Johnson arbeitet als erfolgreicher Zahnarzt. Eines Tages sieht er in den Straßen einen Mann auf einem Motorroller, den er als seinen früheren Studienfreund Charlie Fineman zu erkennen glaubt. Er weiß von ihm, dass seine Frau und die drei Töchter bei den Terroranschlägen am 11. September 2001 ums Leben kamen. Es dauert aber noch einige Zeit, bis Alan den Kontakt zu Charlie herstellen kann. Zunächst hat er es aber noch mit der aufdringlichen Patientin Donna Remar zu tun. In seiner Ehe fühlt sich Johnson ebenfalls schon seit einiger Zeit eingeengt. So nutzt er oft die Chance, die junge Psychiaterin Angela Oakhurst, welche im selben Gebäude praktiziert, vor der Tür abzufangen, um sich mit ihr über die Eheprobleme „eines Freundes“ zu unterhalten.
Nachdem Johnson eindeutige Angebote der Patientin Remar abgewiesen hat, wird er von ebendieser wegen angeblicher sexueller Belästigung verklagt. Die Partner in der Gemeinschaftspraxis sind nicht erfreut darüber und fordern Johnson auf, diese Sache zu regeln.
Zur selben Zeit findet Alan Johnson auch einen Zugang zu Charlie Fineman. Zunächst scheint er sich nur widerwillig an ihre gemeinsame Studienzeit zurückerinnern zu wollen. Johnson erträgt die kleinen Macken von Charlie aber mit einer Engelsgeduld. Sei es nun, dass er oft mit Kopfhörern auf den Ohren durch die Gegend läuft oder auch mal lautstarke Ausfälle hat, wenn ihm irgendetwas nicht passt. Dennoch kommen sich die beiden immer näher. Johnsons Ehefrau hingegen beäugt dieses Verhalten ihres Mannes mit zunehmenden Argwohn. Immer häufiger kommt Alan auch nachts nicht nach Hause und verbringt diese lieber mit Charlie beim Spielen des Videospiels Shadow of the Colossus oder in einer Punkrock-Bar. Charlie lernt eines Tages auch die Patientin Remar kennen und scheint völlig fasziniert von ihr zu sein. Johnson hat mit ihr ein weiteres Gespräch und sie zieht danach ihre Klage zurück.
Nach und nach gewährt Charlie Alan Einblicke in sein Leben. Alan beschließt, ihm helfen zu wollen. Dann kommt unerwartet ein Schicksalsschlag für Johnson hinzu. Er erfährt nach einer Mel-Brooks-Nacht mit Charlie im Kino, dass sein Vater gestorben ist und seine Ehefrau ihn schon seit Stunden versucht hat zu erreichen. Charlie Fineman scheint diese Nachricht nicht weiter zu berühren, er fragt Alan nur, ob sie noch irgendwo frühstücken wollen. Alan lehnt ab.
Wenige Tage später platzt der Buchhalter von Charlie Fineman in die Trauerfeier, weil er Johnson zurechtweisen will. Er erklärt ihm, dass er nicht gewillt ist, zuzusehen, wie jemand die Lage von Charlie ausnutzen würde, um an sein Geld zu kommen. Er erzählt, dass Charlie ihm eine Million Dollar vermachen will. Johnson lehnt das Angebot ab.
Nach einem gescheiterten Versuch, Charlie mit einem Psychologen aus seinem Umfeld zusammenzubringen, wendet sich Alan an Angela Oakhurst. Gemeinsam versuchen sie, den Panzer um Charlie Fineman aufzubrechen. Zunächst aber ohne nennenswerten Erfolg, denn Charlie findet, dass Angela viel zu jung ist, um etwas zu verstehen. In der Praxis von Angela begegnet Charlie hin und wieder auch Donna Remar, welche ebenfalls bei Angela in Behandlung ist. Nach mehreren kurzen Sitzungen sagt Angela zu Charlie, dass er einfach mit jemandem reden muss, und dass nicht unbedingt sie das sein müsse.
In ihrem Vorzimmer wartet Alan Johnson. Charlie beginnt, ihm von seiner Familie zu erzählen, die Alan nie persönlich kannte. Auch Angela kann diese Unterhaltung mitverfolgen. Abends in seiner Wohnung wühlt Charlie in alten Kartons. Dort findet er auch eine Waffe. Er bedroht mit dieser nicht geladenen Waffe einen Taxifahrer, in der Hoffnung, dass in einem Café sitzende Polizisten ihn erschießen. Doch er wird entwaffnet und verprügelt. Die Justizbehörden wollen den Witwer allerdings nicht anklagen, da es ein schlechtes Bild auf sie werfen würde, jemanden der seine Familie am 11. September verloren hat, so zu behandeln. Er wird jedoch unter eine dreitägige psychiatrische Beobachtung gestellt.
Die Ärzte kommen zu dem Entschluss, dass eine weitere Behandlung in einer geschlossenen Abteilung für ein weiteres Jahr erforderlich wäre. Sowohl Johnson als auch Angela Oakhurst können dieser Argumentation nicht folgen. Es kommt zu einer Gerichtsverhandlung, wo über die Einweisung entschieden werden soll. Auch Charlies Schwiegereltern befürworten diese Einweisung, mit der Begründung, dass Charlie überhaupt nicht vom Tod seiner Familie berührt zu sein scheint. In der Gerichtsverhandlung versucht der Anwalt der Schwiegereltern mit Bildern der verstorbenen Familie deutlich zu machen, dass Charlie keinerlei Regungen zeigt. Charlie wird zunehmend verunsichert und bekommt vom Richter mehrere Verwarnungen erteilt. Aber auch die Schwiegermutter Charlies und deren Anwalt bekommen eine Verwarnung. Der Richter vertagt die Verhandlung und bittet die Anwälte und die Schwiegereltern zu einem Gespräch. Er erklärt ihnen in aller Deutlichkeit, dass er gedenkt, diese Sache eher als Familienstreit zu betrachten. Widerworte des Anwaltes der Schwiegereltern lässt er nicht gelten und er verbietet ihm bestimmt den Mund. Die Schwiegereltern fordert er auf, dass sie sich bis zum nächsten Termin ganz genau Gedanken darüber machen sollen, was ihre Tochter gewollt hätte. Hätte sie ihren Mann in eine Klinik einweisen lassen?
Charlie Fineman verlässt seine bisherige Wohnung und zieht in eine neue um. Seine Schwiegereltern sehen von einer Einweisung in eine Klinik ab. In Charlies neuer Wohnung bekommt er Besuch von Alan, Donna und Angela. Angela schaut nur kurz vorbei. Während Charlie mit Alan ein Videospiel spielt, flirtet er mit Donna. Später verlässt Alan die Wohnung. Der Portier trägt ihm den benzinbetriebenen Roller von Charlie hinterher. Alan ruft seine Frau an und sagt ihr, dass er sie liebt. Anschließend fährt er mit dem Roller in die Nacht.

## Kritiken
Überzeugt ist Dietmar Kammerer von dem Drama, das von verpatzter Trauer und unbewältigter Wut mit Witz nach dem 9/11 erzählt – mit Adam Sandler, aber ohne Klamauk. „Allein schon sein Versuch, Männerfreundschaft jenseits vom üblichen, bierseligen Tresenklamauk und ähnlichen Peinlichkeiten darzustellen, muss als lobenswert gelten. Gewissermaßen die dritte Hauptfigur des Films ist die Stadt New York selbst – selten ist sie so einnehmend in Szene gesetzt worden wie hier. Vor allem die Fahrten auf Charlies motorisiertem Tretroller durch die Straßen des (wundersam autofreien) Big Apple im herbstlich-milden Licht wirken geradezu wie ein visuelles Trostpflaster für die Wunden, die geschlagen wurden.“
Jan Schulz-Ojala ist beeindruckt von der Distanz, die der Film zum 11. September hält. „Allerlei mäßig glaubwürdige und einmal gar groteske Nebenhandlungen machen den Film kleiner; aber vielleicht ist – abseits des starken zentralen Einfalls – manchem Zuschauer die Erdung ins Unvollkommene gerade recht. Vor allem Don Cheadles mimisches und mimetisches Genie, das wunderbar unaufdringlich zu arbeiten versteht, nimmt für den Film ein; und mit ihm die schöne Hoffnung, dass Zuverlässigkeit, Wärme und vor allem Geduld doch ein Mittel gegen die Übel dieser Welt sein könnten.“
James Berardinelli schrieb auf ReelViews, der Film habe „beste Absichten“, der Versuch sei jedoch „vermasselt“. Der Film sei ein „schamloser“ und „plumper“ „Tränendrücker“. Der Regisseur missbrauche die Tragödie vom 11. September, um die Dramatik zu steigern. Berardinelli kritisierte weiterhin das Drehbuch und die Darstellung von Adam Sandler, der unfähig sei, die Wandlung des gespielten Charakters glaubhaft darzustellen.
Das Lexikon des internationalen Films urteilt: „Die allegorische Auseinandersetzung mit dem Trauma des 11. September 2001 fesselt durch zwei sich traumwandlerisch ergänzende Hauptdarsteller. Auch wenn Ausrutscher das dramaturgische Konzept verwässern, spiegelt der Film überzeugend die Nachwirkungen einer seelischen Erschütterung.“

## Hintergrund
Der Film wurde in Los Angeles, in Irvine (Kalifornien) und in New York City gedreht. Seine Produktionskosten betrugen schätzungsweise 20 Millionen US-Dollar. Der Film startete in den Kinos der USA am 23. März 2007 und spielte dort bis zum 29. April 2007 ca. 19,7 Millionen (weltweit ca. 21,4 Millionen) US-Dollar ein.
Der Titel des Films ist dem Lied Love Reign o’er Me der englischen Rockband The Who aus dem Jahr 1973 entlehnt.
Das Videospiel, welchem sich Fineman und Johnson im Film vehement widmen, ist Shadow of the Colossus für die Playstation 2. Im Spiel übernimmt der Spieler die Rolle von Wander, ein einsamer junger Recke, der sich mit seinem treuen Pferd Agro auf eine lange Reise in ein fernes Land begibt, um das Leben eines Mädchens zu retten, das durch eine Opferung zu Tode gekommen ist. Sein Ziel ist ein Tempel, in dem eine große Macht anwesend sein soll, die Tote wieder zum Leben erwecken kann. Dort erfährt er, dass er 16 Kolosse bezwingen muss, die verstreut in diesem einsamen Land leben, um die Macht Tote wieder zum Leben zu erwecken, freisetzen zu können. Wander willigt sofort ein und sagt, dass er alles tun würde, damit das Mädchen wieder lebendig wird, und er macht sich, ohne zu zögern, auf den Weg, um sich seinem Schicksal und dem ersten Kolossus zu stellen, um das tote Mädchen zu retten. Diese Spielhandlung steht in direkter Metaphorik zu den 9/11-Ereignissen und Finemans eigener Vergangenheit. Finemans verstorbene Familienmitglieder verkörpern die Rolle des Mädchens, welche im Spiel geopfert wurde. Fineman selbst wünscht sich nichts mehr als diese wieder zum Leben zu erwecken und die Kolosse stehen sinnbildlich für die Unmöglichkeit dieses Vorhabens. Die Welt in Shadow of the Colossus ist melancholisch und leer, und der Held im Spiel ist scheinbar der einzige Bewohner. Dies steht im übertragenen Sinn für Finemans isoliertes Leben und dem inneren Kampf mit seiner unerträglichen Trauer.